# لي بالدوين
لي بالدوين هو لاعب هوكي الجليد كندي، ولد في 26 أبريل 1988 في فيكتوريا في كندا.

## وصلات خارجية
- لي بالدوين على موقع دوري الهوكي الوطني (الإنجليزية)
- لي بالدوين على موقع EliteProspects.com (الإنجليزية)
- لي بالدوين على موقع HockeyDB.com (الإنجليزية)